# Мохаммад Шахабуддин
Мохаммад Шахабуддин (бенг. মোহাম্মদ সাহাবুদ্দিন; род. 10 декабря 1949, Пабна, Восточный Пакистан) — бангладешский юрист, судья в отставке. Президент Бангладеш с 24 апреля 2023 года.

## Биография
Родился 10 декабря 1949 года в округе Пабна провинции Восточная Бенгалия Доминиона Пакистана. Имеет степень бакалавра наук государственного колледжа Эдварда и степень в области психологии Университета Раджшахи. Он также получил степень бакалавра права в Юридическом колледже Мохаммада Аминуддина.
В 1970-х годах был лидером студенческой и молодёжной организаций партии «Авами лиг» в своём округе. Принимал участие в войне за независимость Бангладеш 1971 года как координатор студенческого движения. В 1975 году Шахабуддин был заключён в тюрьму на 3 года в связи с организацией акций протеста после убийства первого президента Бангладеш Муджибура Рахмана.
В 1980—1982 годах работал в газете Daily Banglar Bani, затем до 2006 года работал в судах разных инстанций, в том числе в Верховном суде Бангладеш. В 2011—2016 годах был комиссаром Антикоррупционной комиссии. С 2017 по 2023 год являлся членом правления Исламского банка Бангладеш.
В январе 2020 года вошёл в состав консультативного совета «Авами лиг». В январе 2022 года занял пост председателя одного из её подкомитетов по рекламе и публикациям.
13 февраля 2023 года был избран 22-м президентом Бангладеш, был единственным кандидатом на этот пост. Вступил в должность 24 апреля 2023 года.
Женат, имеет сына.